# 富州 (云南)
富州，元朝时设置的州。
至元十三年（1276年）置，治所在今云南省富宁县。属广南西路。明朝时属广南府。清朝光绪二十六年（1900年）改置富州（土廳）。